# Mavzolej prvega cesarja Čina
Mavzolej prvega cesarja Čina (Čin Ši Huang) (kitajsko: 秦始皇 陵; pinjin: Qínshǐhuáng Líng) je v okrožju Lintong v provinci Šjan na Kitajskem. Ta mavzolej je bil zgrajen v 38 letih, od leta 246 do 208 pred našim štetjem in leži pod 76 metrov visokim nagrobnim nasipom v obliki okrnjene piramide.  Postavitev mavzoleja je narejena po vzoru glavnega mesta dinastije Čin, Šjanjanga, razdeljenega na notranje in zunanje mesto. Obseg notranjega mesta je 2,5 km, zunanjega pa 6,3 km. Grobnica je na jugozahodu mestnega jedra in gleda na vzhod. Glavna grobnica, v kateri so krsta in grobni pridatki, je jedro arhitekturnega kompleksa mavzoleja.
Sama grobnica še ni bila izkopana. Trenutno se arheološka raziskovanja osredotočajo na različna območja obsežne nekropole, ki obdaja grobnico, vključno s glineno vojsko vzhodno od nasipa. Glinena vojska je služila kot garnizon mavzoleja in ga še ni popolnoma izkopana.

## Zgodovina
Dela na mavzoleju so se začela kmalu po tem, ko je cesar Čin stopil na prestol leta 246 pred našim štetjem, ko je bil še star 13 let, čeprav se je njegova polna gradnja začela šele po tem, ko je leta 221 pred našim štetjem osvojil šest drugih večjih držav in združil Kitajsko. Vir poročila o gradnji mavzoleja in njegov opis izvira od Sime Čjana ( tradicionalna kitajščina: 司馬遷; poenostavljena kitajščina: 司马迁; pinjin: Sīmǎ Qiān) v šestem poglavju njegovih Zapisov velikega zgodovinarja (史記), ki vsebuje biografijo Čin Ši Huanga:
 V devetem mesecu je bil prvi cesar pokopan na gori Li. Kopanje in priprave na gori Li so se začele, ko je prvi cesar prvič prišel na prestol. Kasneje, potem ko je združil svoj imperij, je bilo iz vsega njegovega carstva tja poslanih 700.000 mož. Prekopali so tri plasti podtalnice in v zunanjo krsto vlili bron. Zgrajene so bile palače in slikoviti stolpi za sto uradnikov, grobnica pa je bila napolnjena z redkimi predmeti in čudovitim zakladom. Obrtnikom je bilo naročeno, naj izdelajo samostrele in puščice, pripravljene za streljanje na vsakogar, ki vstopi v grob. Živo srebro je bilo uporabljeno za simulacijo sto rek, Jangce, Rumene reke in velikega morja in je teklo mehansko. Zgoraj so bile predstavitve nebeških ozvezdij, spodaj značilnosti dežele. Sveče so izdelovali iz maščobe "človeka-ribe", za katero se izračuna, da dolgo gori in ne ugasne. Drugi cesar je rekel: »Neprimerno bi bilo, da bi bile priležnice pokojnega cesarja, ki nimajo sinov, na prostosti«, ukazal je, naj spremljajo mrtve in veliko jih je umrlo. Po pokopu je bilo predlagano, da bi bila resna kršitev, če bi obrtniki, ki so izdelali mehanske naprave in vedeli za njene zaklade, razkrili te skrivnosti. Po končanih pogrebnih slovesnostih in zakritju zakladov je bil notranji prehod blokiran, zunanja vrata pa spuščena in tako ujela vse delavce in obrtnike. Nihče ni mogel pobegniti. Nato so na gomili posadili drevesa in rastline, tako da spominja na hrib. 
Nekateri znanstveniki menijo, da je trditev, da je skopal tri plasti podzemne vode, figurativna.  Prav tako ni gotovo, na kaj se prvotno nanaša beseda človek-riba v besedilu (v sodobni kitajščini to pomeni 'morska deklica'). Razlaga izraza se razlikuje od kitov do mrožev in drugih vodnih živali, kot je kitajski veliki salamander (Andrias davidianus).
Pred dokončanjem mavzoleja prvega cesarja Čin je v pozni dinastiji Čin izbruhnil kmečki upor. Džang Han je preusmeril vseh 700.000 ljudi, ki so gradili mavzolej, da bi zatrl upor, zato se je gradnja mavzoleja prenehala. Potem ko je Šjang Ju vstopil v Šjanjang, naj bi grobnico oropal. Potem se govori, da je pastir nenamerno požgal grob. Zgodba pravi, da je šel v izkopano jamo mavzoleja, ki jo je izkopal Šjang Ju, da bi z baklo v roki iskal svoje ovce, zanetil pa se je ogenj, ki je požgal konstrukcijo grobnice. Trdnih dokazov o uničenju grobnice ni bilo mogoče najti, čeprav so bili v jamah, v katerih je glinena vojska, najdeni dokazi o požaru. Nekateri učenjaki menijo, da mavzolej ni pretrpel večjega uničenja.
Leta 1987 je bil mavzolej, vključno z glineno vojsko, uvrščen na seznam Unescove svetovne dediščine.

## Odkritje terakota vojske
Prve drobce bojevnikov in bronastih konic puščic sta odkrila Yang Zhifa, njegovih pet bratov, in Wang Puzhi, ki so marca 1974 kopali vodnjak v Šijangu, vasi okrožja Lintong. Na globini približno dveh metrov so našli strjeno umazanijo, nato rdečo lončeno posodo, drobce terakote, bronaste konice puščic in terakota opeko. Yang Zhifa je drobce terakote vrgel v kot polja in konice puščic zbral, da jih je prodal komercialni agenciji. Drugi vaščani so za izdelavo vzglavnikov vzeli terakota opeko. Vodja hidravličnih del Fang Shumiao je videl najdene predmete in vaščanom predlagal, naj jih prodajo kulturnemu središču okrožja. Yang Zhifa je za dva vozička drobcev tega, kar bi se izkazalo za glinene vojake, prejel 10 juanov. Nato je v vas prišel Zhao Kangmin, pristojen za kulturni center in kupil vse, kar so vaščani odkrili, ter ponovno kupil konice puščic, prodane komercialni agenciji.
Maja 1974 je skupina arheologov iz Šaanšija odšla na lokacijo, da bi izvedla prva izkopavanja kasneje imenovane jame 1. Maja 1976 so z vrtanjem odkrili jamo 2, julija pa jamo 3. Pri izkopavanjih na površini 20.000 kvadratnih metrov so našli približno 7000 kipov bojevnikov iz terakote in konj ter približno sto lesenih bojnih voz in številna orožja. Za zaščito jam so postavljene velike konstrukcije; prva je bila končana leta 1979. Do leta 2008 je bila odkrita večja nekropola s šeststo jamami. Nekaj jam so našli nekaj kilometrov stran od gomile grobnice cesarja Čin Ši Huanga.

## Arheološke raziskave
Nekropolski kompleks Čin Ši Huanga je mikrokozmos cesarjevega imperija in palače, v središču pa je grobnica. Obstajata dve steni, notranja in zunanja, ki obdajata grobnico, znotraj in zunaj obzidja pa so bile najdene številne jame s figurami in predmeti. Na zahodu znotraj notranje stene so bili najdeni bronasti vozovi in konji. V notranjosti notranje stene so našli tudi terakota figure dvorjanov in birokratov, ki so služili cesarju. Zunaj notranje stene, vendar znotraj zunanje stene, so našli jame s terakota figurami estradnikov in mogočnikov ter jamo s kamnito oklepno obleko. Severno od zunanjega zidu so našli cesarski park z bronastimi žerjavi, labodom in racami s skupinami glasbenikov. Zunaj zunanjih sten so našli tudi cesarske hleve, kjer so bili pokopani pravi konji, ob njih pa so klečali terakota liki konjušnikov. Na zahodu so našli množična pokopališča delavcev, ki so bili prisiljeni graditi kompleks. Glinena vojska je približno 1,5 km vzhodno od grobnice.
Trenutno nagrobna gomila ostaja večinoma neizkopana, vendar so bile za raziskovanje najdišča uporabljene številne tehnike. Podzemna palača je bila v središču gomile. Arheološke raziskave in študije magnetne anomalije kažejo na 4 metre visoko obodno steno, ki meri 460 metrov sever-jug in 390 metrov vzhod-zahod, ki je narejena iz opeke in služi kot stena podzemne palače. Na vrhu je ograjena stena iz nabite zemlje višine 30–40 metrov. Do štirih sten vodijo poševni prehodi. Zahodni grobni prehod je povezan z jamo, kjer so našli bronaste vozove in konje. Sama grobnica je dolga 80 metrov vzhod-zahod, 50 metrov sever-jug in visoka približno 15 metrov. Med akademsko skupnostjo pa obstajajo nesoglasja glede globine, na kateri leži palača, ocene pa se gibljejo od 20 do 50 metrov.
Glede na znanstveno raziskovanje in delno izkopavanje je v podzemni palači, ki ima zelo dober drenažni sistem, prisotna znatna količina kovine. Besedilo Sima Čjana nakazuje, da je grobnica med gradnjo morda dosegla podtalnico, vodna gladina pa naj bi bila na globini 30 metrov. Podzemni jez in drenažni sistem so odkrili leta 2000 in grobnica, kot kaže, ni bila poplavljena s podtalnico. Na območju nagrobne gomile so zaznali neznansko visoke ravni živega srebra, kar daje verodostojnost pripovedi Sima Čjana, da je bilo živo srebro uporabljeno za simulacijo vodnih poti in morja v mavzoleju prvega cesarja Čina. Vendar nekateri strokovnjaki verjamejo, da bi živo srebro, če bi izkopali podzemno palačo, hitro hlapelo. V predhodni študiji živega srebra, pokopanega v mavzoleju prvega cesarja Ćina, v članku, objavljenem v reviji Arheologija, zvezek 7, piše, da je med merjenjem vsebnosti živega srebra v tleh ena izmerjena točka dosegla 1440 delov na milijardo; preostalih 53 točk je doseglo povprečno vsebnost okoli 205 ppb. Trdi se tudi, da je vsebnost živega srebra dejansko posledica lokalnega industrijskega onesnaženja. V  Lintong County Annals poročajo, da je bilo med letoma 1978 in 1980 po splošni preiskavi delavcev, ki so vpleteni z benzenom, živim srebrom in svincem, zastrupljenih 1193 ljudi iz 21 tovarn.
Decembra 2012 je bilo objavljeno, da so na tem mestu našli ostanke velike cesarske palače. Na podlagi temeljev je bila palača dolga 690 metrov in široka 250 metrov, pokriva površino 170.000 kvadratnih metrov, kar je skoraj četrtina velikosti Prepovedanega mesta v Pekingu. Palača je obsegala 18 dvoriščnih hiš in glavno stavbo, ki je gledala na hiše. Arheologi izkopavajo temelje od leta 2010 in so našli stene, vrata, kamnite ceste, lončenino in nekaj opek.

## Mnenja o možnem izkopu
Od leta 1976 so različni znanstveniki predlagali raziskovanje podzemne palače in navajali naslednje glavne razloge:
- Mavzolej prvega cesarja Čina je v potresnem območju, zato je treba za zaščito odkriti podzemne kulturne relikvije;
- razvijanje turizma; in
- za preprečevanje ropanja grobnice.[24]

Vendar nasprotniki takšnih izkopavanj menijo, da se sedanja kitajska tehnologija še ne more spoprijeti z velikim obsegom podzemne palače. Na primer, v primeru glinene vojske arheologi sprva niso mogli ohraniti barvnega sloja na površini figur, kar je povzročilo hitro razlitje njihove poslikane dekoracije, kadar so bili izpostavljeni zraku. Državna uprava za kulturno dediščino (SACH) je navedla, da je treba najprej opraviti raziskave in ocene, da se razvije zaščitni načrt podzemne palače in zavrnila predlog arheologov, da bi izkopali še en grob v bližini, ki naj bi pripadal cesarjevemu vnuku. strah pred morebitno poškodbo glavnega mavzoleja.